# Fan Qi

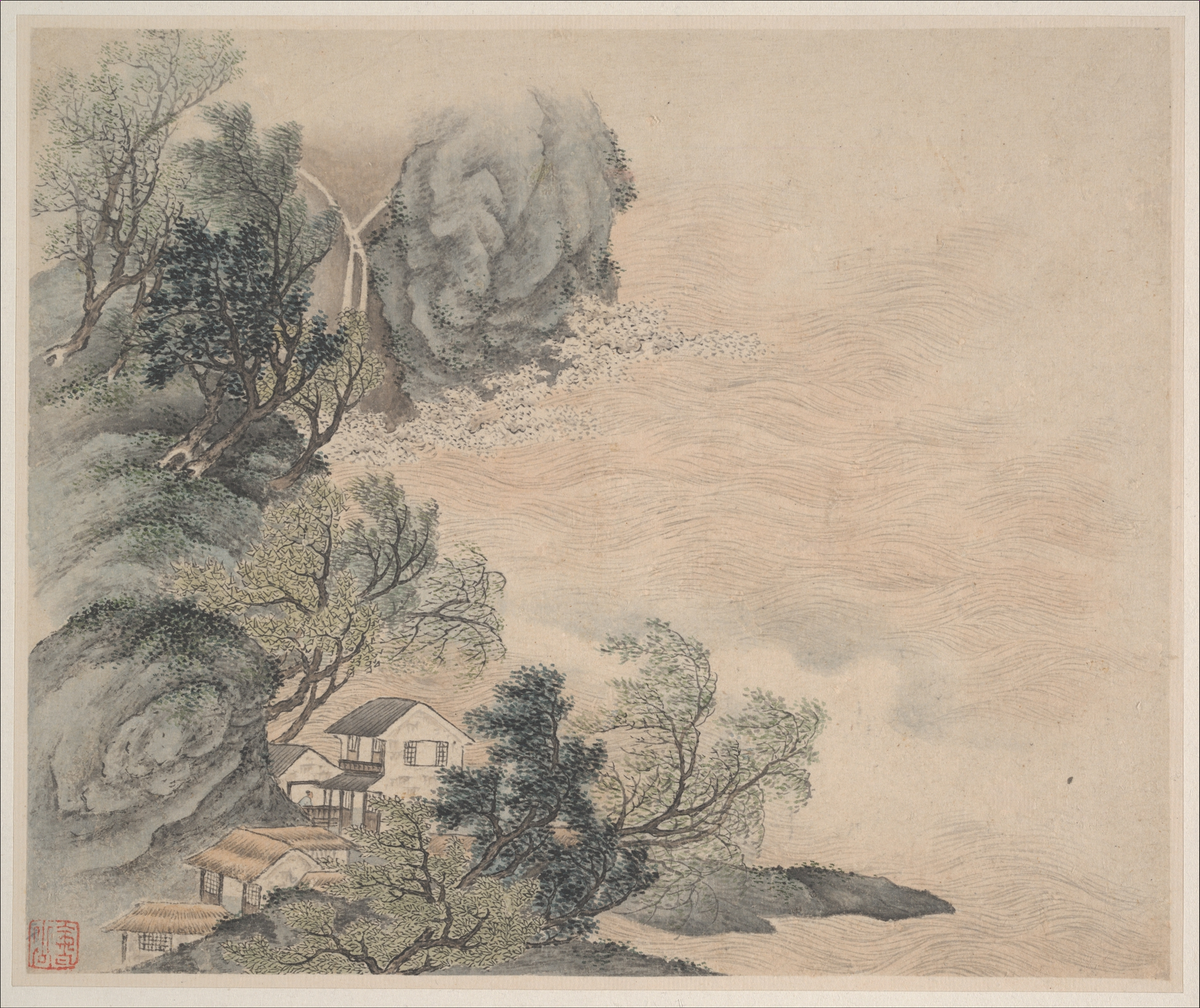
Shan shui-landschap door Fan Qi

Fan Qi (traditioneel Chinees: 樊圻; 1615/1616–ca. 1694) was een Chinees kunstschilder uit de Qing-periode. Zijn artistieke namen waren Hui-gong en Xiagong. Hij was geboren in Nanjing, in de provincie Jiangsu.
Fan was gespecialiseerd in shan shui-landschappen, bloemen en portretten. Hij wordt gerekend tot de Acht Meesters van Jinling.